# Contact Air
Contact Air Flugdienst (mã IATA = C3, mã ICAO = KIS) là hãng hàng không của Đức, trụ sở ở Stuttgart. Hãng là thành viên của Liên minh Lufthansa Regional. Căn cứ chính của hãng ở Sân bay Stuttgart.

## Lịch sử
Contact Air được Gunther Eheim thành lập và bắt đầu hoạt động từ năm 1974 với các tuyến đường chở khách thường xuyên và các chuyến bay thuê bao, sử dụng các loại máy bay Dassault Falcon 20 và Bombardier Learjet. Hãng là thành viên đầu tiên của nhóm Team Lufthansa vào tháng 4/1996. Ngày 16.10.2003 hãng tham gia mạng lưới Liên minh Lufthansa Regional và hoạt động cho Lufthansa từ đầu năm 2004. Hãng do Gunther Eheim hoàn toàn làm chủ.

## Các nơi đến
(Tháng 5/2008):
- Quốc nội:Düsseldorf, Hamburg, Hanover, Leipzig/Halle, München, Nürnberg, Paderborn và Stuttgart.
- Quốc tế: Brussels, Göteborg, Graz, London, Praha, Torino, Stuttgart, Venice, Warsaw

## Đội máy bay
(Ngày 28.6.2008):
- 5 ATR 42-500
- 6 ATR 72-500

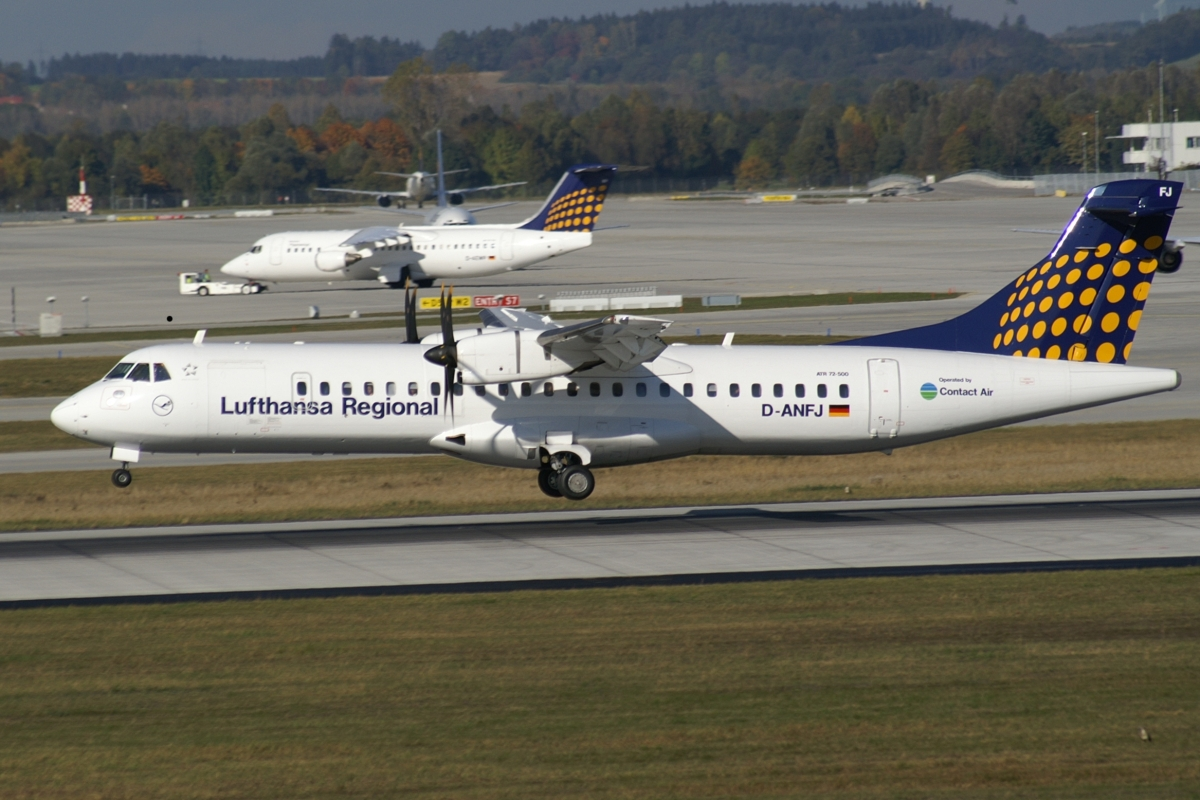
Máy bay ATR 72 của Contact Air

- 2 Fokker 100 (hoạt động cho Swiss International Air Lines)

Tính tới 18.6.2008, tuổi trung bình các máy bay của Contact Air là 9.5 năm.